# Édouard Gaffier
Édouard Gaffier, né le 17 octobre 1861 à Rodez (Aveyron) et mort le 5 mai 1942 à Onet-le-Château (Aveyron), est un homme politique français.

## Biographie
Docteur en droit, il est avocat à Rodez. Il est conseiller général du canton de La Salvetat-Peyralès, président du conseil général en 1914 et député de l'Aveyron de 1898 à 1919. Il est inscrit au groupe des Républicains progressistes, puis à celui de la Gauche démocratique.